# Зелений пояс Європи

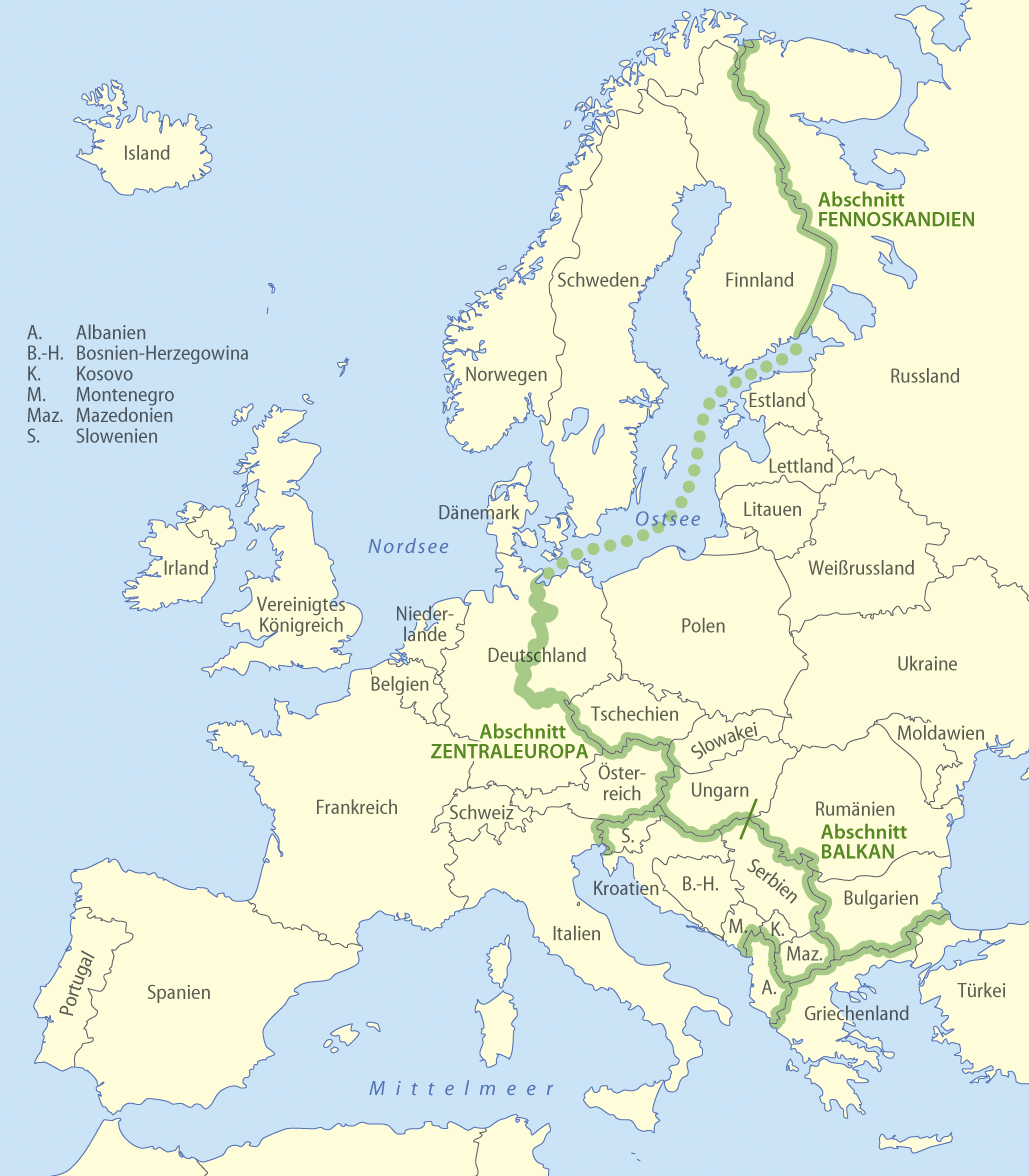
Маршрут Зеленого поясу Європи з поділом на три основних регіони.

Зелений пояс Європи — це рух за збереження природи та сталий розвиток в районі колишньої «Залізної завіси». Цей термін позначає як екологічну ініціативу, так і місцевість, до якої він відноситься. Ця ініціатива здійснюється під патронажем Міжнародного союзу охорони природи (IUCN) і в минулому Михайла Горбачова.
Метою ініціативи є створення основи екологічної мережі, що проходить від Баренцевого до Чорного і Адріатичного морів. Зелений пояс Європи прямує за маршрутом колишньої «Залізної завіси» і об'єднує національні парки, природні парки, біосферні заповідники і транскордонні охоронювані райони, а також незахищені цінні місця проживання уздовж або поперек (колишніх) кордонів.

## Фон
У 1970 р. супутникові знімки показали темно-зелений пояс старих лісів на радянсько-фінському кордоні. На початку 1980-х років біологи виявили, що внутрішня німецька прикордонна зона між Баварією на заході і Тюрингією на сході була притулком для декількох рідкісних видів птахів, які покинули інтенсивно використовувані області, які охоплювали більшу частину Центральної Європи.
Сенс цього спостереження полягав у тому, що негативний вплив людини на навколишнє середовище менше в таких прикордонних зонах тому, що вони закриті для публічного доступу і, таким чином, порівняно рідко руйнуються в результаті діяльності людини.
Після закінчення «Холодної війни» наприкінці 1980-х років строгий прикордонний режим був знятий і прикордонні зони стали поступово відкриватися, починаючи з об'єднання Німеччини в 1990 р. і продовжилися послідовною інтеграцією нових держав-членів Шенгенської угоди як частини процесу розширення Європейського союзу.
У той же час великі військові об'єкти, такі як полігони та військові науково-дослідні установи, що знаходилися всередині або близько до прикордонних зон, були закриті. У більшості випадків було неясно, кому належало майно на цих землях, і, отже, якою буде доля цінних ландшафтів. На цьому тлі сформувалася ініціатива збереження зеленого поясу з метою охорони природних багатств уздовж колишньої «Залізної завіси».

## Маршрут

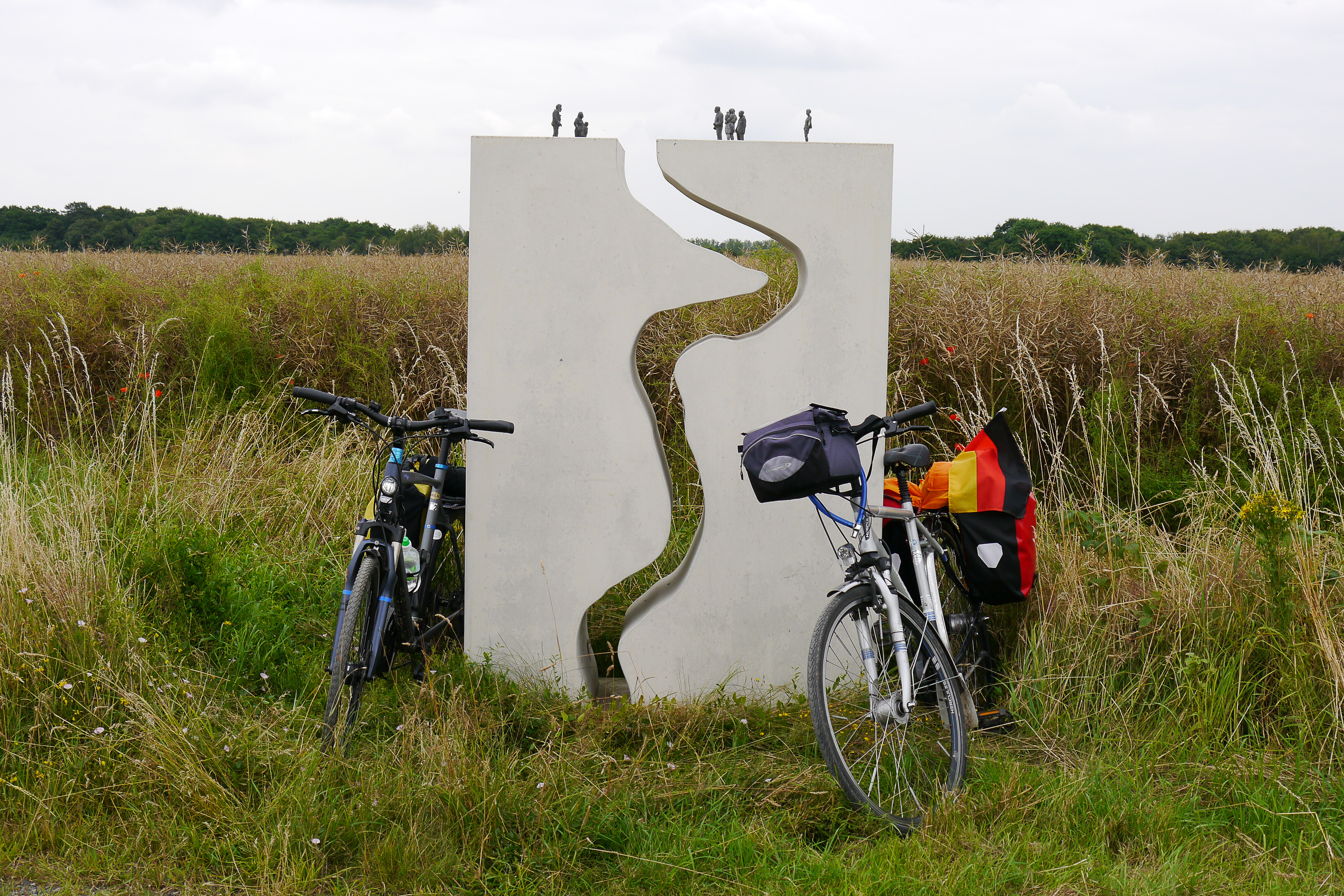
Арт-інсталяція «Зустріч» була створена в 2010 році і розташована на зеленій смузі між колишньою Східною та Західною Німеччиною

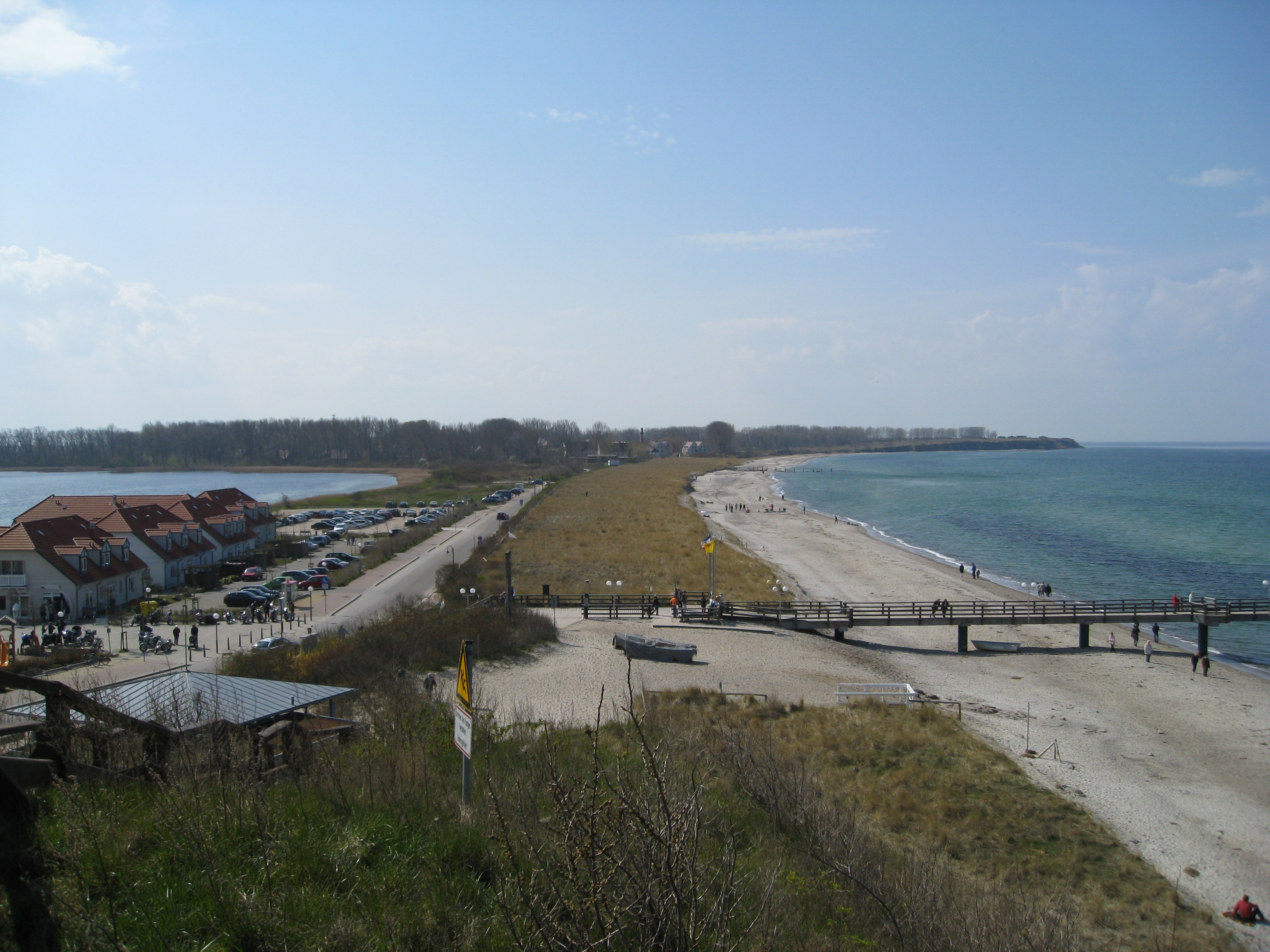
Місто Рерік на півострові Вустров на німецькому балтійському узбережжі. Півострів був замінований за часів нацизму, а за часів Східної Німеччини він був зоною відпочинку

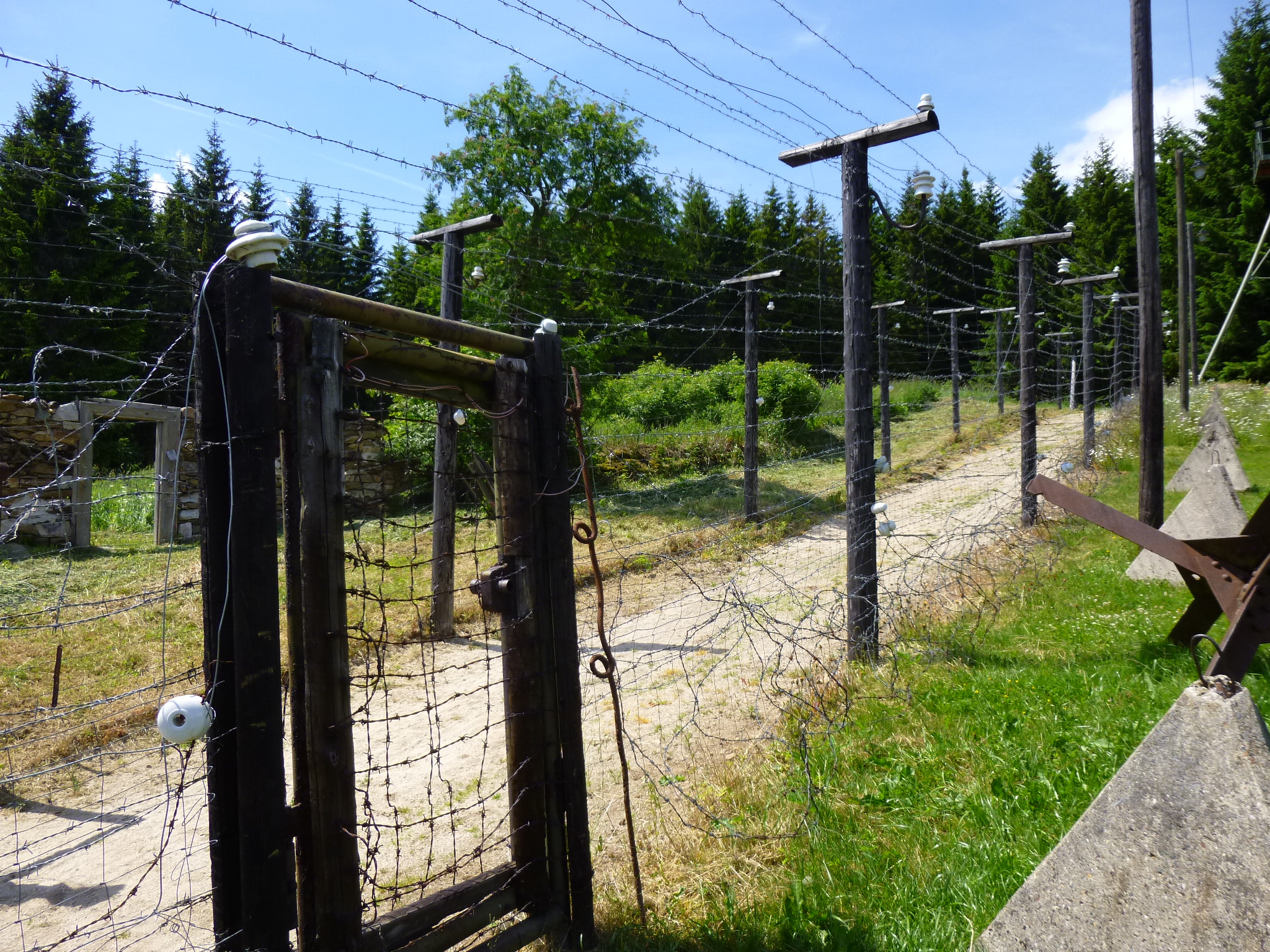
Національний парк Шумава у Чехії, на кордоні з Німеччиною, де знаходиться Національний парк Баварський ліс. Пам'ятник залізній завісі недалеко від прикордонного переходу

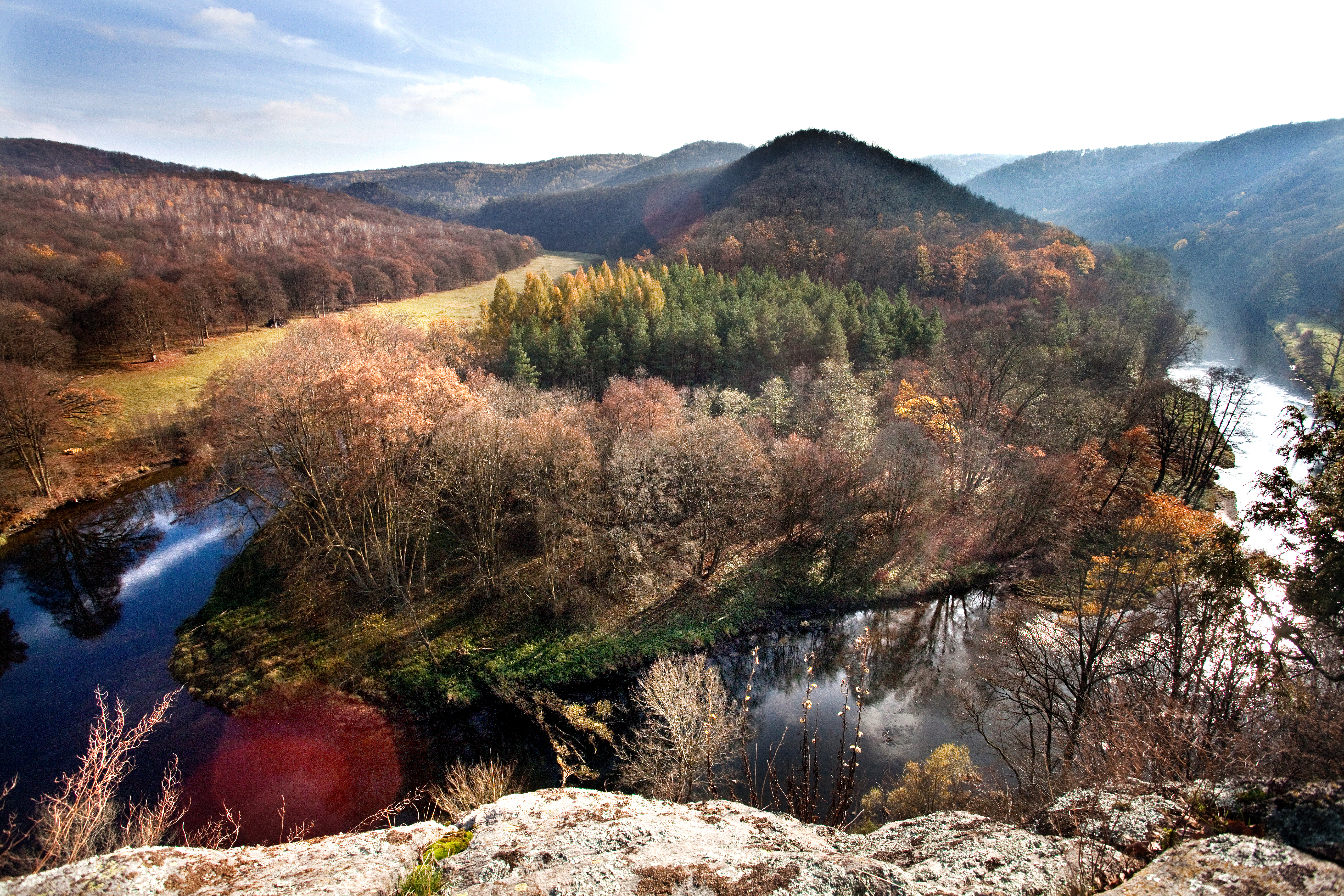
Національний парк Таяталь в Австрії, на кордоні з Чехією

Маршрут Зеленого поясу проходить по кордонах, які у другій половині XX століття розділили країни Східного блоку і демократичні країни. Він розділений на три регіональні секції:
- Зелений пояс Фенноскандії: Норвегія, Фінляндія, Росія, Естонія, Литва, Латвія;
- Центрально-європейський Зелений пояс: Польща, Німеччина, Чехія, Словаччина, Австрія, Угорщина, Словенія, Хорватія, Італія;
- Балканський (Південно-східний) європейський Зелений пояс: Сербія, Чорногорія, Болгарія, Румунія, Північна Македонія, Албанія, Греція, Туреччина.

## Історія
Історичною відправною точкою даної ініціативи є Резолюція про Зелений пояс (Німеччина), прийнята в грудні 1989 р. —через місяць після падіння Берлінської стіни.
Цей документ був сформульований і підписаний понад 300 екологами з Німецької Демократичної Республіки і Федеративної Республіки Німеччина, які ініціювали перші проєкти, спрямовані на збереження внутрішнього німецького кордону. Після перших успіхів ця ідея була виведена на загальноєвропейський рівень. Після першої конференції, присвяченої Зеленому поясу Європи, проведеної в 2003 р., було ухвалено рішення про створення спільної робочої групи з IUCN як її загального координатора; IUCN спільно з угорським національним парком Фертьйо-Ханшаг організував першу нараду робочої групи, що відбулося 9-12 вересня 2004 р.
Згодом робоча група, спільно з зацікавленими сторонами з Зеленого поясу, розробила Робочу програму і запропонувала, щоб у кожній країні Зеленого поясу були її представники, офіційно призначені національними координаторами Зеленого поясу відповідними національними міністерствами охорони навколишнього середовища. Меморандум про взаєморозуміння з метою спільного захисту Зеленого поясу в Фенноскандії був підписаний міністрами з охорони навколишнього середовища Росії, Фінляндії і Норвегії у 2010 році. У листопаді 2010 року за видатний внесок у збереження природи п'ятьом особам було присуджено нагороду Binding Award за їхню постійну участь у захисті Зеленого поясу.
Протягом кількох років розглядалася можливість номінування Європейського зеленого поясу до списку Всесвітньої спадщини ЮНЕСКО.

## Організаційна структура
Мережа даної ініціативи складається з офіційних представників у трьох вищеназваних регіонах (регіональних координаторів) і в кожній країні (національних координаторів), призначених на першому засіданні Зеленого поясу Європи в 2003 році:
- Зелений пояс Фенноскандії: Асоціація заповідників і національних парків Північного Заходу Росії / Балтійський фонд природи;
- Центрально-європейський Зелений пояс: Союз охорони природи Баварії / «Друзі німецької землі»;
- Балканський (Південно-східний) європейський Зелений пояс: «Euronatur».

Реалізація поглядів Зеленого поясу в регіонах здійснюється кількома сотнями зацікавлених осіб з організацій з охорони природи і сталого розвитку, що роблять свій внесок або на проєктній, або на добровільній основі.

## Екологічне значення
Спостереження біологів показали на численних прикладах, що військова присутність уздовж лінії кордону призвела до збереження дикої природи:
- Заборона розпилення пестицидів зберегла безліч рідкісних комах;
- Підтримання рослинності в розрізаному вигляді так, щоб прикордонники могли легко бачити від краю до краю, зупинило перетворення областей на суцільний ліс і, таким чином, зберегло дику природу, яка потребує відкритих земель;
- У лісовій частині цього поясу на кордоні між Баварією і Чехословаччиною, після зняття прикордонного бар'єру, лісові олені як і раніше відмовляються перетинати кордон;
- Воронки від мінних вибухів стали ставками з дикою природою;
- На кордоні Болгарії та Греції існує безліч гнізд орлів-могильників;
- У районі, де річка Драва є кордоном між Угорщиною і Хорватією, взаємна недовіра завадила роботам з благоустрою річки, і, таким чином, і сама річка, і її береги зберегли свій природний стан, у тому числі створені рікою піщані скелі, де гніздяться берегові ластівки. Драва робить закрути, залишаючи безліч частин території кожної держави на протилежному боці річки, і ці області не оброблялися і стали районами проживання дикої природи;
- Обмеження доступу до узбережжя Мекленбургу, щоб перешкодити людям перетинати цю область на човні або за допомогою плавання, сприяло збереженню прибережної дикої природи.

## Культурне значення
Було запропоновано розвивати не тільки природну, а й культурну спадщину радянського періоду: виникла ідея зв'язати численні історичні ініціативи, інсталяції, проєкти і релікти Зеленого поясу з природною спадщиною, щоб перетворити Зелений пояс Європи в живий історичний пам'ятник «Холодної війни» XX століття.
У контексті Європейського зеленого поясу, культурну спадщину вже оцінено і/або розвинено в декількох місцях:
- На німецькій горі Брокен колишній шлях прикордонного патруля був перетворений на пішохідний маршрут «Прикордонний шлях Гарцу»[11];
- У словенському природному парку «Goricko» на прикордонних каменях встановлено інформаційні таблички, що розповідають відвідувачам історію «Залізної завіси» і пов'язану з нею природну значущість цього місця;
- Колишню військову присутність уздовж латиського Зеленого поясу було оцінено і зібрано в базу даних і карт для відвідувачів, включаючи майже 100 історій сучасників[12].

## Ресурси Інтернету
- European Green Belt [Архівовано 14 серпня 2010 у Wayback Machine.]
- Green Belt of Fennoscandia [Архівовано 29 квітня 2021 у Wayback Machine.] at Natural Heritage Protection Fund [Архівовано 3 квітня 2019 у Wayback Machine.]
- Central European Green Belt [Архівовано 1 листопада 2012 у Wayback Machine.]
- Baltic Green Belt project
- Green Belt @ Bund Naturschutz Bayern [Архівовано 14 листопада 2011 у Wayback Machine.]
- Sensitive Transport Development along the Central European Green Belt [Архівовано 18 травня 2015 у Wayback Machine.]

## Виноски
1. 1 2  Riecken U., Ullrich K., Lang A. (2007): A vision for the Green Belt in Europe // Terry A., K. Ullrich and U. Riecken (Eds.): The Green Belt of Europe. From Vision to Reality. — IUCN, Gland, Switzerland and Cambridge, UK, ISBN 2-8317-0945-8
2. ↑  Haapala H., Riitta H., Keinonen E., Lindholm T. and Telkänranta H. 2003. Finnish-Russian nature conservation cooperation. Finnish Ministry of the Environment and Finnish Environment Institute
3. ↑  Beck P. and Frobel K. Letzter Zufluchtsort: Der «Todesstreifen»? // Vogelschutz: Magazin für Arten- und Biotopschutz. — 1981. — (2):24 (English: Last refuge: Border strip?).
4. ↑  Riecken U. & Ullrich K. (2010): Implementation of the Green Belt — from paper to practice. 20 years of experience in Germany // Gulbinskas, S., Gasiūnaitė Z., Blažauskas N. and Sterr H. (Eds.). — 2nd Baltic Green Belt Forum — Towards sustainable development of the Baltic Sea coast. — 304 pp. — Kleipeda University Publishing, 2010
5. ↑  Vogtmann (2007): Preface // Terry A., K. Ullrich and U. Riecken (Eds.): The Green Belt of Europe. From Vision to Reality. — IUCN, Gland, Switzerland and Cambridge, UK, ISBN 2-8317-0945-8
6. ↑  Press release "Binding Award: under the sign of the Green Belt Europe", Euronatur, 20 November 2010  [Архівовано 2 грудня 2013 у Wayback Machine.]
7. ↑  Gaudry, K.H., Diehl, K., Oelke, M., Finke, G. and Konold, W. (2014): Feasibility Study World Heritage Green Belt – Final Report
8. 1 2  Frobel K. (2009): The Green Belt — lifeline in no man's land, in: Wrbka et al. (Eds.): The European Green Belt. Borders. Wilderness. Future., Publisher Bibliothek der Provinz, ISBN 978-3-85474-209-8
9. ↑  Natural World: Iron Curtain, Ribbon of Life. Sky TV. 6 березня 2009. Архів оригіналу за 16 липня 2011. Процитовано 19 квітня 2009.

Natural World Iron Curtain, Ribbon of Life. BBC. 10 березня 2009. Архів оригіналу за 24 травня 2015. Процитовано 19 квітня 2009.
10. ↑  Jeschke, H.-P. (2009): The Green Belt as a natural and cultural heritage, in: Wrbka et al. (Eds.): The European Green Belt. Borders.Wilderness.Future., Publisher Bibliothek der Provinz, ISBN 978-3-85474-209-8
11. ↑  Website of project Experience Green Belt. Архів оригіналу за 18 травня 2015. Процитовано 11 травня 2015.
12. ↑  Data base of military heritage in Latvia. Архів оригіналу за 18 травня 2015. Процитовано 11 травня 2015.